# Płachcin
Płachcin – część miasta Świnoujścia na wyspie Uznam, na północ od Śpikorza.
Na terenie Płachcina znajdują się udokumentowane naturalne złoża borowinowe – złoże "Płachcin" (53°54′03″N 14°13′27″E/53,900833 14,224167), wykorzystywane jako surowiec leczniczy uzdrowiska Świnoujście.
Do 1945 r. stosowano niemiecką nazwę Swinemünde-Westswine. W 1948 r. ustalono urzędowo polską nazwę Płachcin.